# 캄푸 올림피쿠 지 골피

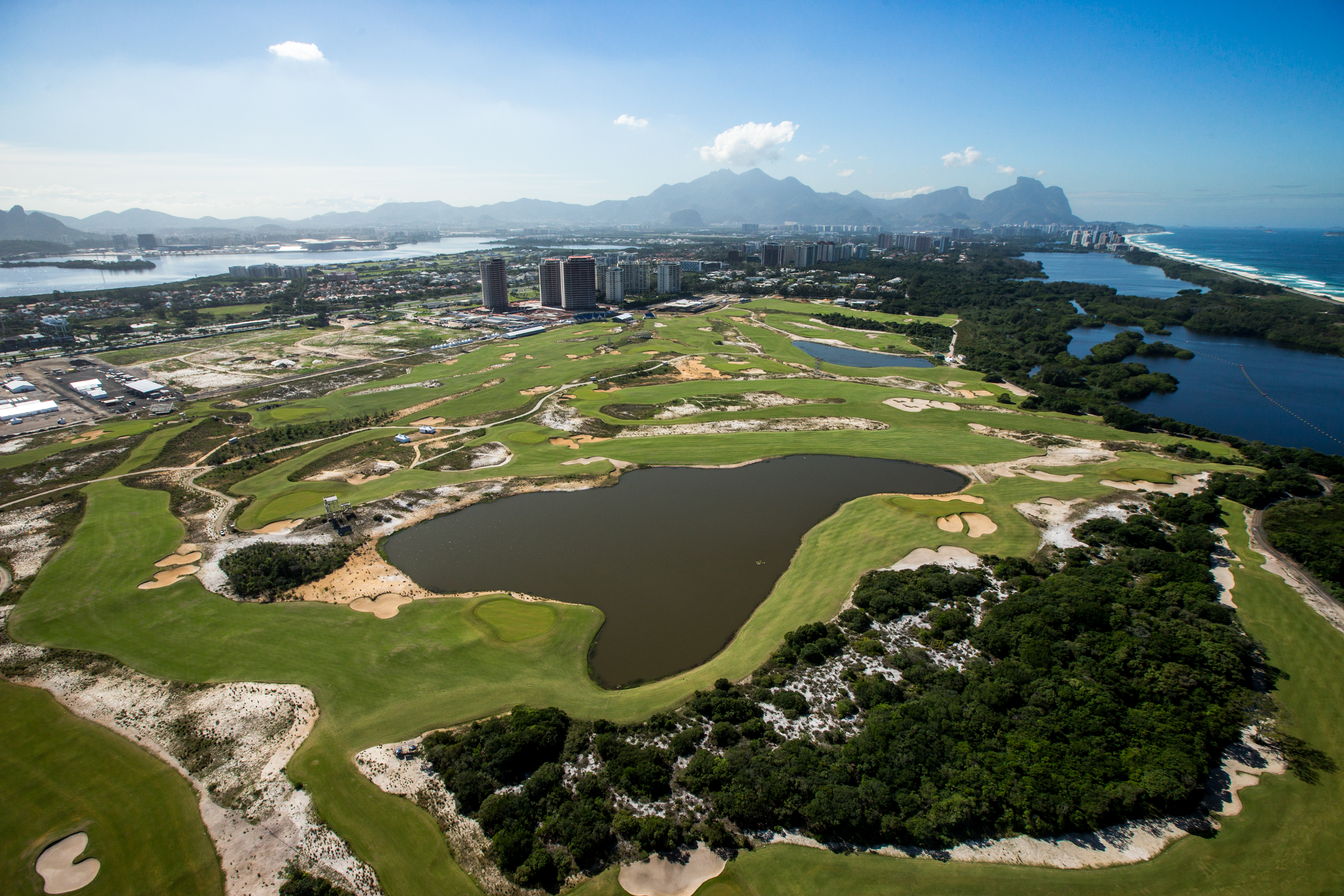
캄푸 올림피쿠 지 골피

캄푸 올림피쿠 지 골피(포르투갈어: Campo Olímpico de Golfe)는 브라질 리우데자네이루에 소재한 골프장이다. 2016년 하계 올림픽에서 골프 종목 경기장으로 사용되었다.